# Leslie Mills
Leslie (Les) Roy Mills, (Auckland, 1 november 1934) is een Nieuw-Zeelandse voormalige atleet, die viermaal voor Nieuw-Zeeland uitkwam op de Olympische Spelen (1960, 1964, 1968 en 1972). Hij deed mee bij de onderdelen kogelstoten, discuswerpen en gewichtheffen. Op de eerste twee nummers, beide atletiekdisciplines, verzamelde hij in totaal 25 nationale titels.

## Loopbaan
Naast zijn carrière als atleet begon Mills in 1968 een sportschool en was in de periode 1990 tot 1998 burgemeester van Auckland, de grootste stad van Nieuw-Zeeland. Hij leende zijn naam aan Les Mills International, een bedrijf dat werd opgericht door zijn zoon Phillip Mills, die een serie fitness-op-muziek-lessen ontwikkelde en verbreidde. Deze serie groepfitnessprogramma's, onder de merknaam Les Mills, zijn inmiddels internationaal bekend als Bodypump, BodyAttack, BodyBalance, RPM, BodyStep, BodyCombat, BodyVive, BodyJam, Sh'Bam, CX30/CXWORX en de nieuwste GRIT-Series (voorheen HIIT).

## Titels
- Nieuw-Zeelands kampioen discuswerpen - 1955, 1957, 1958, 1959, 1960, 1961, 1962, 1966, 1967, 1971, 1972
- Nieuw-Zeelands kampioen kogelstoten - 1955, 1957, 1958, 1959, 1960, 1961, 1962, 1965, 1966, 1967, 1968, 1969, 1970, 1972

## Persoonlijke records
| Onderdeel    | Prestatie       | Datum | Plaats   |
| ------------ | --------------- | ----- | -------- |
| kogelstoten  | 19,80 m (ex-NR) | 1967  | Honolulu |
| discuswerpen | 61,52 m         | 1971  |          |

## Palmares

### kogelstoten
- 1966:  Gemenebestspelen - 18,37 m
- 1969:  Pacific Conference Games - 18,90 m
- 1970:  Gemenebestspelen - 18,40 m

### discuswerpen
- 1958:  Gemenebestspelen - 51,73 m
- 1966:  Gemenebestspelen - 56,18 m
- 1970:  Gemenebestspelen - 57,84 m